# Філіп Мейргеґе
Філіп Мейргеґе (5 березня 1971) — бельгійський велогонщик.
Срібний призер Олімпійських Ігор 2000 року з маунтінбайку, учасник 2008 року.
Чемпіон світу з маунтінбайку 2003 року в крос-кантрі, срібний призер 2002 року в крос-кантрі, бронзовий призер 1998 (крос-кантрі), 1999 (крос-кантрі) років.